# Harald Werneman (läkare)
Klas Harald Emanuel Werneman, född den 28 januari 1889 i Stockholm, död där den 26 juli 1969, var en svensk läkare.
Werneman avlade studentexamen i Stockholm 1907, medicine kandidatexamen 1911 och medicine licentiatexamen 1918. Han var underläkare vid Sankt Eriks sjukhus 1916–1917, vid Åsö sjukhus 1917–1918, vid Söderby sjukhus 1919–1921 och vid Sabbatsbergs sjukhus 1921–1924. Werneman var praktiserande läkare i Stockholm från 1924. Han var badläkare i Fiskebäckskil 1924 och i Borgholm 1925–1927. Werneman blev riddare av Vasaorden 1950. Han vilar på Norra begravningsplatsen utanför Stockholm.